# Eulaliopsis
Eulaliopsis es un género de plantas herbáceas de la familia de las poáceas. Comprende a unas 30 especies de hierbas perennes de la India y el sudeste de Asia. 

## Especies seleccionadas
- Eulaliopsis angustifolia (Trin.) Honda
- Eulaliopsis binata (Retz.) C.E. Hubb.
- Eulaliopsis duthiei Sur
- Eulaliopsis sykesii Bor